# おきなわ屋
株式会社おきなわ屋（おきなわや）は、沖縄県那覇市牧志に本社を置く、土産品販売業の企業。創業は1992年。

## 概要
「おきなわ屋」として出店しており、沖縄県独特の駄菓子や食品、各種のご当地キャラクターグッズ、泡盛など、沖縄土産を手広く扱っている。
那覇市の繁華街である国際通り沿いに「本店」と「おきなわ屋泡盛蔵 国際店」、牧志市場本通りに「おきなわ屋市場」を構えているほか、北谷町の美浜タウンリゾート・アメリカンビレッジ内にも1店舗を設けており、沖縄県における土産品販売業者としては上位10社に入る規模となっている。
おきなわ屋は、2009年に発表されたアクションゲーム『龍が如く3』に描かれた沖縄の街頭風景にも登場する。
2020年以降、新型コロナウイルス感染拡大で観光客が激減し、他店舗とともに国際通り沿いにあった「おきなわ屋泡盛蔵　美栄橋店」が2021年4月に閉店。2021年1月15日から休業していた国際通りの入口に立地する「おきなわ屋泡盛蔵 スクランブル交差店」が同年5月に閉店した。